# Society of Biblical Literature
La  Society of Biblical Literature (SBL) (Società per la Letteratura Biblica) fu fondata nel 1880 col nome di Society of Biblical Literature and Exegesis (Società per la Letteratura e l'Esegesi Biblica), è un'associazione didattica statunitense dedicata allo studio accademico della Bibbia e della letteratura antica contestuale.
La sua attuale missione statutaria è quella di "promuovere la conoscenza biblica". L'iscrizione è aperta al pubblico e l'associazione conta 8.500 aderenti provenienti da 80 Paesi.

SBL è stata una delle fondatrici del Consiglio Americano delle Società Accademiche nel 1929.

## Storia
Gll otto fondatori della Società di Letteratura ed Esegesi Biblica si incontrarono inizialmente a New York City nel gennaio del 1880, nello studio del teologo protestante e storico della chiesa Philipp Schaff, per discutere il progetto di una nuova associazione cinque mesi più tardi.
A giugno il gruppo iniziale di otto fondatori ebbe il suo primo incontro annuale con circa 80 partecipanti, nel quale furono approvati lo statuto ed il regolamento, ed esaminate alcune pubblicazioni.
Le quote d'iscrizione furono fissate a 3 dollari, ed entro la fine dell'anno il numero di membri salì a 45. La SBL iniziò a programmare la pubblicazione degli atti relativi alle proprie riunioni.
L'anno successivo fu lanciato il The Journal of Biblical Literature ("Rivista di Letteratura Biblica"), periodico ufficiale dell'associazione.
La SBL non fu la prima associazione specializzata negli studi biblici del Nord America, ma fu la prima a carattere interconfessionale: uno dei membri nel 1880 era Ezra Abbott, teologa di fede unitarianista.
Lo sviluppo dell'associazione fu contestuale al crescente interesse negli studi sul Vicino Oriente Antico

## Presidenza
Il biblista cinese Gale A. Yee è stato eletto vicepresidente nel 2018 e Presidente nel 2019.

## Pubblicazioni
La Società di Letteratura Biblica ha pubblicato Journal of Biblical Literature a partire dal 1800, oltre al Review of Biblical Literature, con la denominazione editoriale di SBL Press.
The SBL Handbook of Style Style è un manuale di stile che comprende raccomandazioni uno standard condiviso di abbreviazione e di citazione delle fonti primarie per gli studi del Vicino Oriente Antico, glli studi biblici e del Cristianesimo primitivo. The Chicago Manual of Style(16ª edizione) l'ha recensita come "una guida autorevole". The Student Supplement è liberamente consultabile e propone alcuni standard per la traslitterazione.
Nel 2016, il National Endowment for the Humanities premiò l'associazione con un finanziamento di 300.000 dollari, per realizzare il progetto di Bible Odyssey, un sito web interattivo per diffondere le conoscenze bibliche interconfessionali ad un pubblico generalista.

Nello stesso anno, la Società di Letteratura Biblica e l'American Academy of Religion hanno pubblicato un report occupazionale relativo all'anno accademico 2014-2015.

## Meeting annuale
Il Meeting annuale è l'evento più importante nella vita dell'associazione, ha luogo negli Stati Uniti e ad esso partecipa la maggioranza degli iscritti. Esso include la presentazione di ricerche, questioni amministrative dell'associazione, workshop e seminari, uno spazio per la vendita di prodotti.
Ogni anno ospita più di 1.200 fra sessioni accademiche e worksho, ponendosi come uno delle maggiori esposizioni a livello mondiale per lo scambio di libri e risorse digitali per gli studi biblici,  e come uno dei maggiori eventi per l'insegnamento biblico, gli studi religiosi e la teologia.
Esistono inoltre incontri a livello territoriale, organizzati dai coordinatori regionali.